# Альфред фон Вальдерзее
Альфред граф фон Вальдерзее (нім. Alfred von Waldersee) (8 квітня 1832, Потсдам — 5 березня 1904, Ганновер) — прусський і німецький військовий, німецький фельдмаршал, у 1888–1891 роках начальник Генерального штабу німецької армії.
Походив із родини з багатими військовими традиціями. У 1850 році вступив до прусської армії. Учасник пруссько-австрійської війни 1866 року, під час якої служив ад'ютантом прусського принца Фрідріха Карла. Брав участь у битві під Садовою. Начальник штабу 10-го армійського корпусу. З січня 1870 року військовий аташе в Парижі, потім ад'ютант кайзера Вільгельма I. Під час франко-прусської війни 1870—1871 років виявив неабиякий військовий талант. Брав участь в облозі та взятті фортеці Мец. За заслуги він був нагороджений Залізним хрестом 1-го ступеня. У 1881—1888 рр. заступник начальника Генерального штабу фельдмаршала Гельмута фон Мольтке. У 1888—1891 рр. начальник Генерального штабу німецької армії. У 1900—1901 роках був командувачем міжнародної інтервенції, що придушувала боксерське повстання в Китаї; він добрався до Китаю у вересні 1900 року — після взяття Пекіна і закінчення основних боїв — і очолив каральні експедиції, що займалися пацифікацією сіл і розстрілами учасників повстання.

## Нагороди[7]

### Королівство Пруссія
- Орден Святого Йоанна (Бранденбург)[8]
  - почесний лицар (1865)
  - лицар справедливості (1876)
- Орден Червоного орла
  - 4-го класу з мечами (1866)
  - 2-го класу з дубовим листям, мечами на кільці та зіркою[8]
    - орден (1874)
    - зірка (7 вересня 1881)

  - великий хрест (27 січня 1889)
- Залізний хрест 2-го і 1-го класу
- Королівський орден дому Гогенцоллернів
  - лицарський хрест з мечами (16 червня 1871)[8]
  - великий командорський хрест з мечами на кільці (27 січня 1891)[9]
- Хрест «За вислугу років» (Пруссія) (25 років)
- Орден Корони (Пруссія) 1-го класу (22 березня 1884)[8]
- Столітня медаль
- Орден Чорного орла з ланцюгом в діамантах (27 квітня 1900)
- Pour le Mérite з дубовим листям (8 серпня 1901)[10]

### Велике герцогство Баденське[11]
- Орден Військових заслуг Карла Фрідріха, лицарський хрест (1870)
- Орден Вірності (Баден) (1897)
- Орден Бертольда I (1897)

### Королівство Вюртемберг
- Орден Вюртемберзької корони
  - командорський хрест з мечами (1870)[12]
  - великий хрест з мечами (1889)[13]
- Орден Фрідріха (Вюртемберг), великий хрест (1883)[13]
- Орден «За військові заслуги» (Вюртемберг), великий хрест

### Австро-Угорщина[14]
- Орден Леопольда (Австрія)
  - командорський хрест (1871)[15]
  - великий хрест з діамантами
    - орден (1887)
    - діаманти (1889)
- Орден Франца Йосифа, командорський хрест із зіркою (1872)
- Королівський угорський орден Святого Стефана, великий хрест з діамантами
  - орден (1895)
  - діаманти (1901)

### Королівство Баварія
- Орден «За заслуги» Баварської корони, великий командорський хрест (1879)[16]
- Орден Святого Губерта (1901)[16]
- Орден «За військові заслуги» (Баварія), великий хрест з мечами (16 травня 1902)

### Королівство Саксонія
- Орден Альберта (Саксонія), великий хрест із золотою зіркою (1889)[17]
- Орден Рутової корони

### Російська імперія
- Орден Святої Анни 1-го ступеня з мечами та алмазами
- Орден Андрія Первозванного з мечами та алмазами (серпень 1901)

### Королівство Італія
- Орден Святих Маврикія та Лазаря, великий хрест
- Савойський військовий орден, великий хрест (жовтень 1901)

### Мекленбург
- Орден Вендської корони, великий хрест із золотою короною
- Хрест «За військові заслуги» (Мекленбург-Шверін) 2-го і 1-го класу

### Інші держави або династії
- Орден Почесного легіону, великий офіцерський хрест (Друга французька імперія)
- Орден Альберта Ведмедя (Ангальтське герцогство)
  - командорський хрест 1-го класу (1878)[18]
  - великий хрест (1886)[19]
- Орден Генріха Лева, великий хрест з мечами (Брауншвейзьке герцогство; 1882)
- Орден Людвіга (Гессен-Дармштадт), великий хрест (21 вересня 1889)[20]
- Почесний громадянин міст Альтона (7 липня 1896), Любек (21 квітня 1898), Ганновер (9 травня 1900) та Ітцего (27 листопада 1902)
- Орден Лазні, почесний великий хрест (Британська імперія; 16 серпня 1901)[21]
- Орден Пія IX, великий хрест (Ватикан; 3 червня 1903)
- Орден дому Саксен-Ернестіне, великий хрест
- Орден Заслуг герцога Петра-Фрідріха-Людвіга, великий хрест із золотою короною і мечами (Велике герцогство Ольденбурзьке)
- Орден Лева і Сонця 1-го ступеня (Каджарський Іран)

## Вшанування пам'яті
- На честь Вальдерзее названі численні вулиці в Берліні[22], Бремені, Гамбурзі та Ганновері.
- В 1915 році в Ганновері був вснтановлений пам'ятник Вальдерзее роботи Бернгарда Гетгера.
- На честь Вальдерзее встановлені пам'ятні камені в парку Берліна-Целендорфа та в Ітцего.
- Близько 1910 року в Арвайлері був створений «Марш графа Вальдерзее».
- Колишня потсдамська кондитерська Rabien (тепер знаходиться у Берліні-Штегліці) на початку XX століття створила «Торт графа Вальдерзее», який досі входить до асортименту продукції[23].